# Полаткіно
Пола́ткіно (рос. Полаткино, марій. Полатсола) — присілок у складі Волзького району Марій Ел, Росія. Входить до складу Сотнурського сільського поселення.
Стара назва — Палаткино.

## Населення
Населення — 104 особи (2010; 142 у 2002).
Національний склад (станом на 2002 рік):
- марі — 100 %